# 新共和党 (南非)
新共和党（英語：New Republic Party）是南非政党。1977年成立，为先前已解散的联合党的继承者，与其他小的民主党派合并组成。当时主要支持源自纳塔尔省。该党意在在当时执政党国民党所执行的种族隔离政策和进步联邦党（PFP）的自由主义政策之间采取较为温和的路线。